# Post-SV Braunschweig
Der Postsportverein Blau-Gelb Braunschweig von 1927 e. V. (Post-SV Braunschweig) war ein Mehrspartensportverein in Braunschweig, der in seiner 74-jährigen Geschichte zum zweitgrößten Braunschweiger Sportverein wurde und mehrere Deutsche, Europa- und Weltmeister in seinen Reihen hatte.

## Eckpunkte der Vereinsgeschichte
Am 1. April 1927 gründeten 32 Postbeamte den Postsportverein Braunschweig von 1927 e. V. (PSV) und folgten damit einem damaligen Trend, berufsständische Sportvereine zu schaffen. Der PSV war aber seit Anbeginn offen für alle Bevölkerungs- und Berufsgruppen. 1928 wurde der Verein Mitglied in der Arbeitsgemeinschaft der Deutschen Postsportvereine (APV) und übernahm 1929 auf Ersuchen der Oberpostdirektion Braunschweig die Durchführung des Dienstsportes für Telegraphen-Baulehrlinge sowie 1935 die Ausbildung der Geldbriefträger in der Selbstverteidigung durch den Aufbau einer Jiu-Jitsu-Abteilung. Im selben Jahr wurde erstmals das Deutsche Sportabzeichen abgenommen. Am 7. Juni 1931 konnte der Sportplatz am Werkstättenweg nahe der Oker mit 400-m-Aschenbahn, Tennisplatz, Faustballfeld und Kinderspielplatz eingeweiht werden, den der PSV und der Reichsbahn-Turn- und Sportverein (heute Rasensportverein Braunschweig von 1928 e. V.) gemeinsam nutzten. Auf Weisung des Reichssportführers musste der PSV seinen Namen 1940 in Postsportgemeinschaft Braunschweig von 1927 e. V. (PSG) ändern. In den Kriegswirren übernahm der Verein am 20. Februar 1941 von der Deutschen Reichspost die Verwaltung des Posterholungsheims „Waldhöhe“ in Braunlage, das auch Mitgliedern anderer Norddeutscher Postsportgemeinschaften zur Verfügung stand.
Auf Anordnung der britischen Militärregierung hat die PSG den Sportbetrieb 1945 eingestellt, bestand aber rechtlich weiter. Ihr bei Kriegsende vorhandenes Vermögen und einige Sachwerte wurden von der Oberpostdirektion Braunschweig treuhänderisch verwaltet. Am 7. März 1950 beschlossen 34 Postbedienstete, die Wiederzulassung zu beantragen, die am 18. April 1950 genehmigt wurde. Die PSG gab sich den Namen Sportverein Blau-Gelb von 1927 (SV Blau-Gelb), weil „Behördenvereine“ noch nicht geduldet wurden. 1951 stellte die Stadtverwaltung dem Verein das 24000 m² große Gelände „Rote Wiese“ als Erbbaurecht zum Bau einer eigenen Sportanlage zur Verfügung, die am 2. August 1952 als „Postsportstadion Rote Wiese“ eingeweiht wurde. Es folgten 1954 der Bau des Segelfliegerhofs am Weinbergweg und am 26. Mai 1955 die Inbetriebnahme des neuen Vereinsheims „Rote Wiese“. 1960 benannte sich der Verein in „Postsportverein Blau-Gelb Braunschweig von 1927 e. V.“ (Post-SV) um.
Es begann eine lange Zeit der sportlichen Erfolge und Innovationen. 1967 wurde im Vereinsheim ein „Sportkabinett“ mit Fitnessgeräten eingerichtet. 1969 schloss sich der Braunschweiger Tanzsportclub (BTSC) als BTSC im Post-SV Blau-Gelb dem Verein an, und es wurde eine Geschäftsstelle mit hauptamtlichen Mitarbeitern und EDV aufgebaut. 1970 bildete sich für die überfachliche Jugendarbeit erstmals ein Jugendrat, und eine Jugendordnung wurde erarbeitet, die für viele Vereine in der Bundesrepublik als Vorbild diente.
1972 ging der 1. Braunschweiger Badminton-Club im Post-SV auf und brachte die Spielklasse „Oberliga Nord“ mit. Die Leichtathletik-Abteilung trat 1978 der Leichtathletik-Gemeinschaft Braunschweig (LG) bei.
Mit dem Neubau eines Fitness-Studios mit Sauna, Solarium und Sportkindergarten im September 1988 betrat der Verein Neuland in Braunschweig und eröffnete 1989 das Tanzsportzentrum im Büssing-Hof. Die dem Fitness-Studio angegliederte Abteilung „GesundFit“ baute ab 1990 in Zusammenarbeit mit den Betriebskrankenkassen das in der Bundesrepublik als „Braunschweiger Modell“ bekannt gewordene Kursangebot (z. B. Bewegungstherapie, Koronarsport) ständig weiter aus und stellte einen Sportarzt ein. Die Betriebskrankenkassen übernahmen für ihre Mitglieder die Kosten ganz oder teilweise und führten dem Verein hunderte neuer Mitglieder zu. Zum „Braunschweiger Modell“ stellte der DSB in einem Schreiben u. a. fest, dass „es ein hervorragendes Beispiel dafür ist, wie es einem Verein gelingen kann, politische Mitverantwortung im Bereich der Gesundheitserziehung, der Prävention und der Rehabilitation zu übernehmen.“ Damit bekräftigte der Post-SV sein Ziel, den Breitensport nicht nur in den verschiedenen Abteilungen, sondern zentral zu fördern. Zu den eigenen Sportanlagen gehörten zur Jahrtausendwende das Stadion „Rote Wiese“ mit 3 Spielfeldern mit Flutlicht, Leichtathletikanlagen, 1 Basketballfeld, 2 Halfpipes, 14 Tennisplätzen, 1 Zweifeld-Tennishalle, das Vereinsheim „Rote Wiese“ mit Gaststätte, Festsaal, Geschäftsstelle, Fitnessstudio, Sauna und Karate-Dojo, das Tanzsportzentrum „Böcklerstraße“ mit 2 Sälen und Gastronomie und der Segelfliegerhof „Weinbergweg“.
Der zunehmenden Bedeutung des Spitzensports im Verein trug der Post-SV 1992 durch Gründung der Firma MarketTeam Gesellschaft für Marketing und Sportmanagement mbH (MT) Rechnung, um ihn durch Vermarktung und Sponsoring zu finanzieren. Die Leistungsorientierung setzte sich 1993 durch Beitritt der Schwimm-Abteilung in die Schwimm-Start-Gemeinschaft Braunschweig e. V. (SSG) fort. Dem Post-SV wurde im selben Jahr für hervorragende Arbeit vom Niedersächsischen Ministerpräsidenten die Niedersächsische Sportmedaille verliehen. 1994 erhielt das erweiterte Tanzsportzentrum den Status eines Leistungszentrums des Niedersächsischen Tanzsportverbandes (NTV), und die Handball-Abteilung bildete mit dem SV Süd Braunschweig (SV Süd) zunächst eine Spielgemeinschaft und übernahm 1996 die 1. Damenmannschaft (2. Bundesliga). Überregionale Bedeutung erlangten vor allem die Standard-Formationstänzer (mehrfache Welt-, Europa- und Deutsche Meister), die American-Football-Mannschaft Braunschweig Lions (mehrfache German-Bowl-Gewinner, Eurobowl-Gewinner) und die Handball-Damenmannschaft.
Obwohl 1997 der Spielbetrieb der 1. Mannschaften im American Football und im Handball in zwei GmbH ausgegliedert wurde und mehrere hauptamtlich beschäftigte Mitarbeiter die Vereinsgeschäfte regelten, führten die Kosten des Spitzensports und des Unterhalts der eigenen Sportanlagen ab 1993 zunehmend zur finanziellen Schieflage des Vereins. 1999 verließen zudem die Rugby- und die Volleyballabteilung geschlossen den Post-SV. Im Jahr 2000 schloss sich die American-Football-Abteilung nach internen Auseinandersetzungen dem neu gegründeten 1. Fitness und Football Club Braunschweig (FFC) an und hinterließ Schulden in sechsstelliger Höhe. Im Oktober 2001 trat die Tanzsportabteilung aus dem Post-SV aus und bildete wieder den Braunschweiger Tanzsportclub (BTSC).
Der große Mitgliederschwund und ungelöste Finanzierungsprobleme führten schließlich dazu, dass trotz verschiedener Rettungsversuche am 1. Dezember 2001 das Insolvenzverfahren über den Post-SV eröffnet und der Verein abgewickelt wurde. Der zuvor am 9. Oktober 2001 als Auffangverein gegründete Sportverein Blau-Gelb Braunschweig e. V. hat den Sportbetrieb nie aufgenommen.

## Sportarten
- Aerobic (ab 1987)
- Aikido (ab 1998)
- Alt-Herren-Turnen (1935–1936)
- American Football (1987–1999)
- Badminton (ab 1956)
- Baseball (1982–1986, ab 1995)
- Basketball (ab 1951)
- Cheerleaders (1999)
- Club 50plus (ab 1999)
- Damenturnen (1928–1945)
- Familiensport (ab 1965)
- Faustball (ab 1962 Turnspiele) (1931–1934, 1937–1938, ab 1950)
- Fitness- und Gesundheitssport (ab 1989)
- Funbike (1994–1998)
- Fußball (1927–1945, ab 1950)
- Gesang (1933–1945)
- Gymnastik (1932–1938, ab 1950)
- Handball (1931–1934, ab 1950)
- Inline-Skaten (ab 1997)
- Jazz-Dance (ab 1979)
- Jiu-Jitsu (1935–1945, ab 1995)
- Judo (ab 1951)
- Karate (ab 1971)
- Kinderturnen (1930–1936, ab 1950)
- Kleinkaliber-Schießen (1929–1945, 1953–1963)
- Leichtathletik (1927–1945, 1950–1952, ab 1958)
- Männerturnen (1927–1934)
- Mutter- und Kind-Turnen (ab 1979)
- Rugby (1953–1999)
- Schach (ab 1963)
- Schwerathletik (1928–1932)
- Schwimmen (1929–1934, ab 1950)
- Segelfliegen (1937–1945, ab 1951)
- Senioren-Freizeitsport (ab 1979)
- Skateboarding (1991–1994)
- Skilaufen (1950–1958, ab 1988)
- Squash (1986–1997)
- Tai-Ji/Wushu (1987–1990)
- Tanzen (1969–2001)
- Tennis (1929–1945, ab 1950)
- Tischtennis (ab 1950)
- Volleyball (1963–1999)
- Wandern (1929–1934, 1937–1945, 1950–1956)
- Wasserball (ab 1951)
- Wehrsport (1933–1934)

### American Football
Die Footballabteilung des Post-SV, die im Spielbetrieb unter dem Namen Braunschweig Lions auflief, wurde 1987 gegründet. 1993 stieg man erstmals in die 1. Bundesliga auf. 1997, 1998 und 1999 wurden die Lions jeweils Deutscher Meister, 1999 konnte man zusätzlichen den Euro Bowl gewinnen. 2000 verließen die Lions den Post-SV, neuer Trägerverein wurde der 1. Fitness und Football-Club Braunschweig.

### Badminton
Nachdem 1972 der 1. Braunschweiger Badminton-Club im Post-SV aufgegangen war, folgte 1973 der Aufstieg in die Badminton-Bundesliga auf. Der Verein stieg in der Saison 1973/74 jedoch als Tabellenletzter sofort wieder ab.

### Handball
Die Handball-Abteilung bildete mit dem SV Süd Braunschweig ab 1995 zunächst eine Spielgemeinschaft; 1996 übernahm der Post-SV die in der 2. Bundesliga spielende 1. Damenmannschaft der SG komplett. In der Saison 1996/97 erreichte der Post-SV noch einmal einen dritten Platz, 1997/98 folgte jedoch der Abstieg aus der 2. Liga. Bis 2000 spielte der Post-SV noch in der Regionalliga und zog sich in der Saison 2000/01 aus dem Spielbetrieb zurück.

### Rugby
Die Rugbyabteilung des Post-SV wurde am 27. Januar 1954 gegründet. 1991 konnte mit dem Aufstieg in die 1. Rugby-Bundesliga der größte Erfolg des Vereins in dieser Sportart errungen werden, jedoch folgte nach nur einem Jahr in der 1. Liga der Abstieg. 1999 wurde die Rugbyabteilung aus finanziellen Gründen aufgelöst, und die Rugbymannschaften des Post-SV traten zum Welfen SC Heidberg über.

### Wasserball
Die Männer-Wasserballmannschaft des Post-SV schaffte 1979 den Sprung in die Landesliga und 1982 erstmals den Aufstieg in die Verbandsliga als damalige höchste Spielklasse im Schwimmverband Niedersachsen. Der Verein spielte fortan mit einer oder zwei Mannschaften auf Landesebene. Nach Auflösung des Post-SV wechselten die Wasserball-Mannschaften geschlossen zum Schwimm-Sport-Club Germania 08 e. V.

## Besondere sportliche Erfolge
- Olympische Spiele: 1968 Angelika Dünhaupt Bronzemedaille im Rennrodeln
- Paralympics: 1992 Klaus Heyer Bronzemedaille im Judo, 1996 Daniela Henke Gold- und Silbermedaille im Schwimmen
- Weltmeister: 1991, 1993, 1994, 2000 A-Formation in den Standardtänzen; 1994 Daniela Henke im Schwimmen der Behinderten
- Europameister: 1986, 1991, 1993, 1994, 1995, 1997 A-Formation in den Standardtänzen; 1999 American Football
- Deutsche Meister: 1963, 1964, 1965 Heiner Sauer Hochschulmeister im Judo; 1971 Ehepaar Berger Standardtänze A-Klasse; 1973 Ehepaar Hanuschk Standardtänze A-Klasse; 1975 Karate-Team; 1988 Tai-Ji; 1989, 1991, 1994, 1995, 1997, 2000 A-Formation in den Standardtänzen; 1989 Segelfliegen; 1989 Wushu; 1993 Dietmar Unser im Badminton; 1993, 1994 Daniela Henke im Schwimmen der Behinderten; 1994 Funbike; 1997, 1998, 1999 American Football
- 1. Bundesliga: 1973 Aufstieg der Badmintonmannschaft und der Karatemannschaft; 1977 Aufstieg der A-Formation in den Standardtänzen; 1991 Aufstieg der Rugbymannschaft; 1993 Aufstieg der American-Football-Mannschaft „Lions“; 1996 Aufstieg der Formation in den lateinamerikanischen Tänzen